# كلبش 2 (مسلسل)
كلبش 2 هو مسلسل مصري من إخراج بيتر ميمي وتأليف باهر دويدار وبطولة كلًا من أمير كرارة وهيثم أحمد زكي وهالة فاخر وروجينا ومحمود البزاوي. عرض المسلسل لأول مرة في شهر رمضان 1439 هـ.

## قصة المسلسل
يتم ترقية الرائد سليم الأنصاري ليتولى مأمورية الإشراف على سجن العقرب، ويقوم بالذهاب لمأمورية الي الفيوم للبحث عن مهربين السيارات ولكن سرعان ما يكتشف امر زعيمهم (أبو العز الجبلاوي) فيصر سليم علي القبض عليه وينجح سليم الانصاري في القبض عليه واهانته أمام أهل قريته الذين عانوا من ظلمه وعند وصول الخبر الي ابن أبو العز (عاكف الجبلاوي) فيقوم بالانتقام من سليم بقتل أفراد من عائلته فيقسم سليم علي ان ينتقم.

## طاقم العمل
| - أمير كرارة (سليم الأنصاري) - هيثم أحمد زكي (عاكف الجبلاوي) - هالة فاخر (نادية الأنصاري) - روجينا (ليلى الشيمى) - محمود البزاوي (اللواء صلاح الطوخي) - أحمد صلاح حسني (أدهم) - سليمان عيد (شاكر) - عبد الرحمن أبو زهرة (أبو العز الجبلاوي) - محمد محمود عبد العزيز (سعيد المرسي) - سارة الشامي (سلمى الأنصاري) - أحمد جمال سعيد - أشرف زكي (د.ماجد) | - عمر الشناوي (حسام) - ضياء عبد الخالق (أبو حمزة) - أحمد التهامي - صبحي خليل - بسنت شوقي (سماح) - انتصار - دينا فؤاد - إنجي محمد (أمل) - عمرو وهبة (مصطفى) - كلوديا حنا - أحمد عادل (حسين) - كريم سرور (كريم قاسم سرور) | - محمد رضوان - ماجد المصري (ضيف شرف) - عمر زكريا فؤاد - محمد عبد السيد - نجلاء بدر (ضيفة شرف) - فتحي عبد الوهاب - أحمد كرارة - محسن منصور (محمود عبد المنعم/حودة سيطرة) - محمد علي رزق - ميران عبد الوارث - أحمد حلاوة |

## هوامش
- جمع المسلسل بين الممثلة روجينا وابنتها مايا زكي التي شارك في العمل كسكربت ملابس.[3][4]
- أعلن مخرج المسلسل بيتر ميمي أنه تقرر تغيير اسم الجزء الثاني من المسلسل ليحمل اسم (باشا مصر)، الا أنه تراجع عن تغيير الاسم لاحقًا.[5]

## وصلات خارجية
- كلبش 2 على موقع قاعدة بيانات الأفلام العربية